# Лінкольн (округ Тремполо, Вісконсин)
Лінкольн (англ. Lincoln) — місто (англ. town) в США, в окрузі Тремполо штату Вісконсин. Населення — 779 осіб (2020).

## Демографія
Згідно з переписом 2010 року, у місті мешкали 823 особи в 254 домогосподарствах у складі 187 родин. Було 279 помешкань
Расовий склад населення:
| - 96,6 % — білих - 0,5 % — азіатів - 0,4 % — корінних американців - 0,4 % — чорних або афроамериканців - 1,7 % — осіб інших рас |

До двох чи більше рас належало 0,5 %. Частка іспаномовних становила 2,3 % від усіх жителів.
За віковим діапазоном населення розподілялося таким чином: 23,2 % — особи молодші 18 років, 62,8 % — особи у віці 18—64 років, 14,0 % — особи у віці 65 років та старші. Медіана віку мешканця становила 42,2 року. На 100 осіб жіночої статі у місті припадало 117,7 чоловіків;  на 100 жінок у віці від 18 років та старших — 122,5 чоловіків також старших 18 років.
Середній дохід на одне домашнє господарство  становив 69 595 доларів США (медіана — 51 250), а середній дохід на одну сім'ю — 80 645 доларів (медіана — 68 125). Медіана доходів становила 43 571 долар для чоловіків та 26 667 доларів для жінок. За межею бідності перебувало 15,4 % осіб, у тому числі 22,5 % дітей у віці до 18 років та 8,5 % осіб у віці 65 років та старших.
Цивільне працевлаштоване населення становило 295 осіб. Основні галузі зайнятості: освіта, охорона здоров'я та соціальна допомога — 27,8 %, виробництво — 20,7 %, сільське господарство, лісництво, риболовля — 12,5 %, роздрібна торгівля — 11,5 %.